# Syllegomydas guichardi
Syllegomydas guichardi är en tvåvingeart som beskrevs av Joseph Charles Bequaert 1961. Syllegomydas guichardi ingår i släktet Syllegomydas och familjen Mydidae.
Artens utbredningsområde är Libya. Inga underarter finns listade i Catalogue of Life.